# Hénin-sur-Cojeul
Hénin-sur-Cojeul is een gemeente in het Franse departement Pas-de-Calais (regio Hauts-de-France) en telt 372 inwoners (1999). De plaats maakt deel uit van het arrondissement Arras.

## Geografie
De oppervlakte van Hénin-sur-Cojeul bedraagt 6,8 km², de bevolkingsdichtheid is 54,7 inwoners per km².
De onderstaande kaart toont de ligging van Hénin-sur-Cojeul met de belangrijkste infrastructuur en aangrenzende gemeenten.

## Demografie
Onderstaande figuur toont het verloop van het inwonertal (bron: INSEE-tellingen).